# اولمستد فالس (اوهایو)
اولمستد فالس(به انگلیسی: Olmsted Falls) شهری در ایالت اوهایو کشور ایالات متحده آمریکا است که جمعیت آن در سرشماری سال ۲۰۱۰ میلادی، ۹٬۰۲۴ نفر بوده‌است.